# Polyclinum crater
Polyclinum crater är en sjöpungsart som beskrevs av Sluiter 1909. Polyclinum crater ingår i släktet Polyclinum och familjen klumpsjöpungar. Inga underarter finns listade i Catalogue of Life.